# Mythimna
Mythimna es un género de heterocera de la familia Noctuidae. Algunas especies son plagas de la agricultura.

## Especies
- Mythimna abdita Hreblay & Yoshimatsu, 1998
- Mythimna accurata Philpott, 1917
- Mythimna acontosema Turner, 1903
- Mythimna adultera Schaus, 1894
- Mythimna aenictopa Fletcher, 1961
- Mythimna albipuncta Denis & Schiffermüller, 1775
- Mythimna albiradiosa Eversmann, 1852
- Mythimna albiviata Hampson, 1913
- Mythimna albivitta Hampson, 1891
- Mythimna albomarginata Wileman & South 1920
- Mythimna albostriata Hreblay & Yoshimatsu, 1998
- Mythimna albovenosa Hreblay, 1999
- Mythimna algirica Oberthür, 1918
- Mythimna alopecuri Boisduval, 1840
- Mythimna amblycasis Meyrick, 1899
- Mythimna amlaki Laporte, 1984
- Mythimna anderreggii Boisduval, 1840
- Mythimna angustipennis Saalmüller, 1891
- Mythimna ankaratra Rungs, 1955
- Mythimna anthracoscelis Boursin, 1962
- Mythimna argentaria Howes, 1945
- Mythimna argentata Hreblay & Yoshimatsu, 1998
- Mythimna argentea Yoshimatsu, 1994
- Mythimna argentifera Hreblay, 1998
- Mythimna argentivena Calora, 1966
- Mythimna arizanensis Wileman, 1915
- Mythimna atrata Remm & Viidalepp, 1979
- Mythimna aurotrigoni Hreblay & Yoshimatsu, 1998
- Mythimna bani Sugi, 1977
- Mythimna bicolorata Plante, 1992
- Mythimna bicristata Berio, 1939
- Mythimna bifasciata Moore, 1888
- Mythimna binigrata Warren, 1912
- Mythimna biscornuta Hreblay, Legrain & Yoshimatsu, 1998
- Mythimna bistrigata Moore, 1881
- Mythimna biundulata Motschulsky, 1860
- Mythimna borbonensis Guillermet, 1996
- Mythimna borneana Yoshimatsu, 1994
- Mythimna brandti Boursin, 1963
- Mythimna breciva Hreblay & Legrain, 1998
- Mythimna brunneicoccinea Calora, 1966
- Mythimna caelebs Grünberg, 1910
- Mythimna cameroni Hreblay, 1998
- Mythimna cana Hampson, 1891
- Mythimna celebina Hreblay, 1998
- Mythimna changi Sugi, 1992
- Mythimna chiangmai Hreblay & Yoshimatsu, 1998
- Mythimna chosenicola Bryk, 1949
- Mythimna circulus Saalmüller, 1880
- Mythimna clarior Hreblay, 1993
- Mythimna combinata Walker, [1857]
- Mythimna comma Linnaeus, 1761
- Mythimna congrua Hübner, [1817]
- Mythimna conigera Denis & Schiffermüller, 1775
- Mythimna consanguis Guenée, 1852
- Mythimna consimilis Moore, 1881
- Mythimna convecta - Common Armyworm Walker, 1857
- Mythimna conversa Hreblay & Yoshimatsu, 1998
- Mythimna cryptargyrea Bethune-Baker, 1905
- Mythimna cuneata Philpott, 1916
- Mythimna cuneilinea Draudt, 1950
- Mythimna cuneolata Calora, 1966
- Mythimna cunyada Franclemont, 1951
- Mythimna curvata Leech, 1900
- Mythimna daemona Hreblay & Legrain, 1996
- Mythimna dasuta Hampson, 1905
- Mythimna decisissima Walker, 1865
- Mythimna dentata Philpott, 1923
- Mythimna denticula Hampson, 1893
- Mythimna deserticola Bartel, 1902
- Mythimna dharma Moore, 1881
- Mythimna discilinea Draudt, 1950
- Mythimna distincta Moore, 1881
- Mythimna divergens Butler, 1878
- Mythimna duplex Rungs, 1955
- Mythimna elisa Berio, 1962
- Mythimna empyrea Hudson, 1918
- Mythimna ensata Yoshimatsu, 1998
- Mythimna epieixelus Rothschild, 1920
- Mythimna eucrossa Meyrick, 1927
- Mythimna evoei Laporte, 1974
- Mythimna expulsa Hreblay, 1996
- Mythimna exsanguis Guenée, 1852
- Mythimna fallaciosa Rungs, 1955
- Mythimna fasciata Moore, 1881
- Mythimna favicolor Barrett, 1896
- Mythimna ferrago - The Clay Fabricius, 1787
- Mythimna ferrilinea Leech, 1900
- Mythimna fibriata Meyrick, 1913
- Mythimna flavalba Berio, 1970
- Mythimna flavostigma Bremer, 1861
- Mythimna foranea Draudt, 1950
- Mythimna formosana Butler, 1880
- Mythimna formosicola Yoshimatsu, 1994
- Mythimna franclemonti Calora, 1966
- Mythimna fraterna Moore, 1888
- Mythimna funerea Philpott, 1927
- Mythimna furcifera Moore, 1882
- Mythimna glaciata Yoshimatsu, 1998
- Mythimna godavariensis Yoshimoto, 1992
- Mythimna goniosigma Hampson, 1905
- Mythimna graditornalis Berio, 1970
- Mythimna grandis Butler, 1878
- Mythimna grata Hreblay, 1996
- Mythimna griseofasciata Moore, 1881
- Mythimna groulayi Philpott, 1921
- Mythimna guanyuana Chang, 1991
- Mythimna hackeri Hreblay & Yoshimatsu, 1996
- Mythimna hamifera Walker, 1862
- Mythimna hannemanni Yoshimatsu, 1991
- Mythimna heimi Rungs, 1955
- Mythimna hirashimai Yoshimatsu, 1994
- Mythimna honeyi Yoshimatsu, 1990
- Mythimna hypophaea Hampson, 1905
- Mythimna idisana Franclemont, 1951
- Mythimna ignifera Hreblay, 1998
- Mythimna ignita Hampson, 1905
- Mythimna ignorata Hreblay & Yoshimatsu, 1998
- Mythimna ignota Hreblay, 1998
- Mythimna impura - Smoky Wainscot Hübner, 1808
- Mythimna inanis Oberthür, 1880
- Mythimna infrargyrea Saalmüller, 1891
- Mythimna inornata Leech, 1889
- Mythimna insularis Butler, 1880
- Mythimna intermediata Yoshimatsu, 1990
- Mythimna intertexta Chang, 1991
- Mythimna intolerabilis Hreblay, 1993
- Mythimna iodochra Sugi, 1982
- Mythimna irrorata Moore, 1881
- Mythimna javacorna Hreblay & Legrain, 1998
- Mythimna kambaitiana Berio, 1973
- Mythimna kerala Hreblay & Moore, 1999
- Mythimna khasiensis Hreblay & Legrain, 1998
- Mythimna l-album Linnaeus, 1767
- Mythimna lacustris Meyrick, 1934
- Mythimna laevusta Berio, 1955
- Mythimna languida Walker, 1858
- Mythimna larga Hreblay, 1998
- Mythimna larseni Wiltshire, 1985
- Mythimna lasiomera Hampson, 1905
- Mythimna laxa Hreblay & Yoshimatsu, 1996
- Mythimna legraini Plante, 1992
- Mythimna lepida Hreblay, Legrain & Yoshimatsu, 1996
- Mythimna leucosphenia Bethune-Baker, 1905
- Mythimna liebherri Yoshimatsu, 1991
- Mythimna lineatipes Moore, 1881
- Mythimna lipara Wileman & West 1928
- Mythimna lishana Chang, 1991
- Mythimna litoralis Curtis, 1827
- Mythimna longivittata Berio, 1940
- Mythimna loreyimima Lower, 1900
- Mythimna lucbana Calora, 1966
- Mythimna lucida Yoshimatsu & Hreblay, 1996
- Mythimna macrosaris Meyrick, 1899
- Mythimna madensis Berio, 1955
- Mythimna manopi Hreblay, 1998
- Mythimna maxima Hreblay, 1998
- Mythimna mediana Moore, 1881
- Mythimna mediofusca Hampson, 1891
- Mythimna melania Staudinger, 1889
- Mythimna mesotrosta Püngeler, 1900
- Mythimna metaphaea Hampson, 1905
- Mythimna milloti Rungs, 1955
- Mythimna mobilia Howes, 1946
- Mythimna modesta Moore, 1881
- Mythimna moinieri Plante, 1993
- Mythimna mollis Berio, 1974
- Mythimna monticola Sugi, 1958
- Mythimna moorei Swinhoe, 1902
- Mythimna moriuttii Yoshimatsu & Hreblay, 1996
- Mythimna multipunctata Hampson, 1918
- Mythimna munda Philpott, 1917
- Mythimna munnari Hreblay, 1999
- Mythimna mvakoumelensis Laporte, 1973
- Mythimna nainica Moore, 1881
- Mythimna naumanni Yoshimatsu & Hreblay, 1998
- Mythimna nepalina Hreblay & Yoshimatsu, 1996
- Mythimna nepos Leech, 1900
- Mythimna nigrilinea Leech, 1889
- Mythimna obscura Moore, 1882
- Mythimna obscurographa Hreblay, 1999
- Mythimna obsecrata Meyrick, 1914
- Mythimna obsoleta Hübner, 1803
- Mythimna opaca Staudinger, 1900
- Mythimna opada Calora, 1966
- Mythimna operosa Saalmüller, 1891
- Mythimna osseogrisea Berio, 1973
- Mythimna oxygala Grote, 1881
- Mythimna pakdala Calora, 1966
- Mythimna pallens Linnaeus, 1758
- Mythimna pallidicosta Hampson, 1894
- Mythimna panarista Fletcher, 1963
- Mythimna panda Philpott, 1920
- Mythimna parmata Philpott, 1926
- Mythimna pastea Hampson, 1905
- Mythimna pastearis Draudt, 1950
- Mythimna pastellina Hreblay & Legrain, 1996
- Mythimna percisa Moore, 1888
- Mythimna perirrorata Warren, 1913
- Mythimna phaeopasta Hampson, 1907
- Mythimna phlebitis Püngeler, 1904
- Mythimna placida Butler, 1878
- Mythimna plantei Hreblay & Yoshimatsu, 1995
- Mythimna probenota Howes, 1945
- Mythimna prominens Walker, 1856
- Mythimna proxima Leech, 1900
- Mythimna pseudoformosana Robinson, 1975
- Mythimna pseudotacuna Berio, 1962
- Mythimna pudorina Denis & Schiffermüller, 1775
- Mythimna pulchra Snellen, [1886]
- Mythimna punctulata Blanchard, 1852
- Mythimna purpurpatagis Chang, 1991
- Mythimna pyrausta Hampson, 1913
- Mythimna quasimodo Hreblay, 1998
- Mythimna radiata Bremer, 1861
- Mythimna renimaculata Hreblay & Legrain, 1996
- Mythimna reversa Moore, 1884
- Mythimna reealis Cusanelli, 1996
- Mythimna riparia (Rambur, 1829)
- Mythimna roraimae Franclemont, 1951
- Mythimna rubida Hreblay, Legrain & Yoshimatsu, 1996
- Mythimna rubrisecta Hampson, 1905
- Mythimna rudis Moore, 1888
- Mythimna rufescentalis Poole, 1989
- Mythimna rufipennis Butler, 1878
- Mythimna rufistrigosa Moore, 1881
- Mythimna rufulosa Wiltshire, 1986
- Mythimna rushanensis Yoshimatsu, 1994
- Mythimna rutilitincta Hreblay & Yoshimatsu, 1996
- Mythimna salebrosa Butler, 1878
- Mythimna sapiens Meyrick, 1929
- Mythimna sassanidica Hacker, 1986
- Mythimna saucesa Pinker, 1963
- Mythimna scirpi Duponchel, [1839]
- Mythimna scottii Butler, 1886
- Mythimna semicana Pagenstecher, 1900
- Mythimna separata Walker, 1865
- Mythimna sequax Franclemont, 1951
- Mythimna serradaguae Wolff, 1977
- Mythimna siamensis Hreblay, 1998
- Mythimna sicula Treitschke, 1835
- Mythimna sigma Draudt, 1950
- Mythimna similissima Hreblay & Yoshimatsu, 1996
- Mythimna simplex Leech, 1889
- Mythimna sinensis Hampson, 1909
- Mythimna sinuosa Moore, 1882
- Mythimna snelleni Hreblay, 1996
- Mythimna sokotrensis Hreblay, 1996
- Mythimna sollennis Meyrick, 1914
- Mythimna speciosa Yoshimatsu, 1991
- Mythimna stolida Leech, 1889
- Mythimna straminea Treitschke, 1825
- Mythimna striatella Draudt, 1950
- Mythimna stueningi Plante, 1993
- Mythimna suavina Hreblay, 1998
- Mythimna subplacida Sugi, 1977
- Mythimna subsignata Moore, 1881
- Mythimna taiwana Wileman, 1912
- Mythimna tangala Felder & Rogenhofer, 1874
- Mythimna tengeri Hreblay, 1999
- Mythimna tessellum Draudt, 1950
- Mythimna thailandica Hreblay, 1998
- Mythimna thomasi Hacker, Hreblay & Plante 1993
- Mythimna tibetensis Hreblay, 1998
- Mythimna tincta Walker, 1858
- Mythimna toumodi Laporte, 1978
- Mythimna transversata Draudt, 1950
- Mythimna tricorna Hreblay, Legrain & Yoshimatsu, 1998
- Mythimna tricuspis Draudt, 1950
- Mythimna turca - Double Line Linnaeus, 1761
- Mythimna umbrigera Saalmüller, 1891
- Mythimna uncinatus Gaede, 1916
- Mythimna undicilia Walker, 1856
- Mythimna undina Draudt, 1950
- Mythimna unipuncta Haworth, 1809
- Mythimna uruma Sugi, 1970
- Mythimna usta Hampson, 1902
- Mythimna v-album Hampson, 1891
- Mythimna velutina Eversmann, 1846
- Mythimna viettei Rungs, 1955
- Mythimna vilis Gaede, 1916
- Mythimna vittata Hampson, 1891
- Mythimna vitellina Hübner, 1808
- Mythimna vuattouxi Laporte, 1973
- Mythimna yukonensis Hampson, 1911
- Mythimna yuennana Draudt, 1950